# Pont-Trambouze
Pont-Trambouze is een  voormalige gemeente in het Franse departement Rhône in de regio Auvergne-Rhône-Alpes en telt 518 inwoners (2004). De plaats maakt deel uit van het arrondissement Villefranche-sur-Saône.

## Geschiedenis
In 2016 is de gemeente samen met de andere gemeenten Cours-la-Ville en Thel tot de commune nouvelle Cours.

## Geografie
De oppervlakte van Pont-Trambouze bedraagt 4,1 km², de bevolkingsdichtheid is 126,3 inwoners per km².
De onderstaande kaart toont de ligging van Pont-Trambouze met de belangrijkste infrastructuur en aangrenzende gemeenten.

## Demografie
Onderstaande figuur toont het verloop van het inwonertal (bron: INSEE-tellingen).